# Silvia Taulés
Silvia Taulés Varela (Barcelona, 1973) es una periodista y escritora española. Afincada durante unos años en Madrid, trabaja desde Barcelona para la sección Vanitatis, de El Confidencial. También fue colaboradora de La familia de la tele. Antes había sido colaboradora habitual en Espejo público de Antena 3, En boca de todos de Cuatro, Más vale tarde de La Sexta, TardeAR y Fiesta, ambos de Telecinco. 
Antes de fichar por Vanitatis, estuvo casi un año en El Español, a donde llegó tras haber trabajado durante dos décadas para el diario El Mundo. en este periódico trabajó en diferentes secciones, primero enfocando sus artículos en inmigración y asuntos sociales, trabajo que le mereció un Premi Ciutat de Barcelona, uno de los más prestigiosos de la ciudad. 
Y después, tras haber estado casi seis meses viajando por todo Estados Unidos con una beca de The World Press Institute, fichó por la Sección de Internacional. Como reportera viajó a África varias veces, entrevistó a presidentes, refugiados y hasta cubrió una guerra (Rusia-Georgia, 2008). Por cuestiones personales dejó la redacción y empezó como freelance, donde se inició con reportajes sobre Iñaki Urdangarin y el Caso Nóos para The New York Times, periódico en el que firmó en portada. La experiencia le sirvió para conocer desde dentro el mundo de una de las parejas más mediáticas del país y se especializó en información sobre Casa Real. Es además colaboradora habitual de medios como el New York Times, TV3, TVE, Yo Dona, Antena 3, Cuatro, Telecinco y La Sexta, entre otros.

## Biografía
Silvia Taulés estudió Psicología y Periodismo en la Universidad Ramon Llull de su ciudad natal, Barcelona. Ahí mismo comenzó a trabajar para el diario El Mundo, aunque posteriormente pasaría a la redacción de Madrid en la sección de Internacional. Fue enviada especial en diferentes países.
El enfoque de sus trabajos y artículos siempre gira en torno al eje de la paz y la convivencia, y se especializó en la relación entre los españoles y sus nuevos vecinos musulmanes, como lo demuestran sus artículos y su libro al respecto (La nueva España musulmana).
Durante el año 2006 recorrió parte de los USA realizando entrevistas a escritores, políticos y profesores.
Por cuestiones personales abandonó su puesto fijo en El Mundo y volvió a empezar. El Caso Nóos le pilló de nuevo en Barcelona, donde se especializó en información sobre los entonces duques de Palma.

## Libros
- 2004. La nueva España musulmana.[6]
- 2014. Vapear, Salsa Books.
- 2016. Iñaki y Cristina. Historia de un matrimonio, editorial La Esfera de los Libros.[7][8]
- 2024. Los sobrinos del Rey. Ediciones B.

## Premios y reconocimientos
- 2004. Mención especial Ciutat de Barcelona.
- 2004. Premio de Convivencia otorgado por la Comunidad Paquistaní de España.
- 2006. Beca American Studies del World Press Institute.